# Foi de Rome
Pour les articles homonymes, voir Sainte Foi et Foi (homonymie).
Selon l'hagiographie, sainte Foi de Rome (IIe siècle) est une jeune martyre chrétienne qui est appelée en grec Pistis et en slave Véra. Elle était la fille de sainte Sophie, et la sœur d′Elpis (Espérance) et d′Agapè (Charité), les noms des trois vertus théologales. Il ne faut pas la confondre avec sainte Foy d'Agen.  
Autrefois célébrée le 1er août avec ses sœurs, suivant leur inscription dans le Martyrologe romain, elles ont été retirées du calendrier liturgique officiel, mais leur culte est toujours pratiqué, notamment en Europe de l'Est et en Russie. 

## La légende
Foi, fut élevée avec ses deux sœurs, dans la religion du Christ et la crainte de Dieu. Pratiquantes engagées à Rome, elles furent arrêtées vers 137 par les troupes de l'empereur Hadrien, aux oreilles duquel était parvenue la renommée de leur piété et de leur vertu. Émerveillé par la noblesse naturelle qui émanait des enfants, l'empereur voulut les adopter, mais elles et leur mère refusèrent. Stupéfait de constater leur fermeté dans la foi malgré leur jeune âge, il fit comparaître les filles séparément, pensant que c'était par émulation mutuelle qu'elles osaient ainsi lui tenir tête. Rendu furieux par leurs résistances et leur refus de renoncer à la foi chrétienne, l’empereur décida de les réunir, mais au lieu d'obtempérer, elles préférèrent prier, se tenir la main, et chanter un Alléluia à la gloire du Christ. Sur ce, il décida de les mettre à mort. Sophie continua d'encourager ses trois filles durant leur supplice.
Foi, âgée de douze ans, fut dénudée pour être flagellée. On lui arracha ensuite les seins, d'où sortit du lait au lieu de sang. Les autres tortures qu'on lui fit subir restèrent sans effet car elle était protégée par la puissance de Dieu. Enfin, soutenue par les encouragements de sa mère, elle eut la tête tranchée.

## Culte

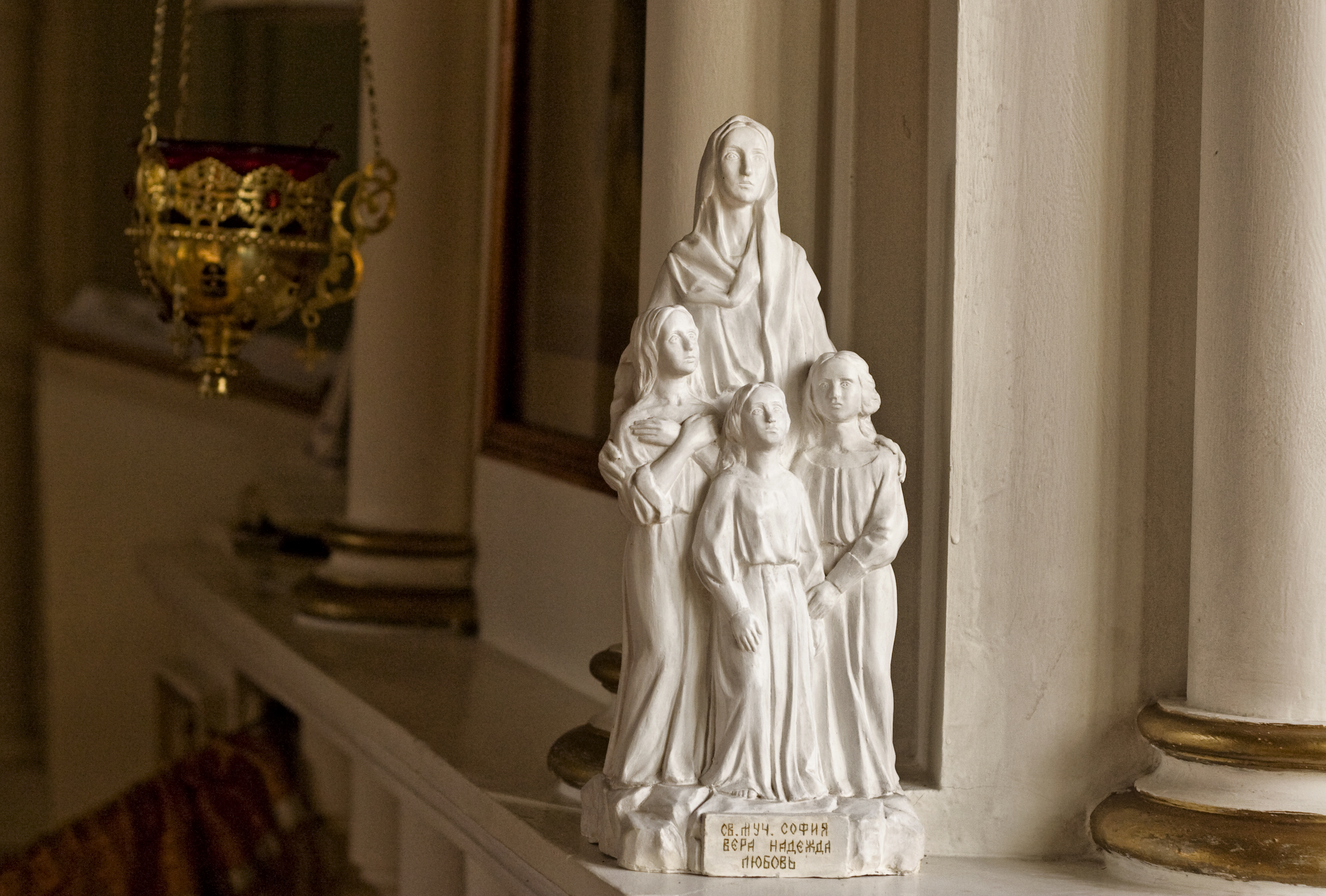
Statue à l'église orthodoxe russe Saintes-Véra-Nadejda-Lioubov-et-leur-mère-Sophia de Samara en Russie.

Leurs tombeaux ont d'abord été placés dans une crypte sous l'église érigée par la suite en l'honneur de saint Pancrace. Ce lieu fut longtemps considéré par les pèlerins, comme en témoignent divers documents du VIIe siècle, tels qu'un Itinerarium (ou guide des lieux saints de Rome compilé à l'usage des pèlerins) encore conservé à Salzbourg. Une liste se trouve également dans les archives de la cathédrale de Monza qui rapporte des huiles recueillies sur les tombes des martyrs et envoyées à la reine Théodelinde à l'époque de Grégoire le Grand, etc.
Victor Saxer (2000) note que les premiers chrétiens, à partir du IVe siècle, ont en effet souvent pris au baptême des noms évocateurs des vertus chrétiennes, et Sophie, Espérance et Charité sont attestés comme noms de femmes dans les inscriptions des catacombes. La vénération des trois saintes nommées pour les trois vertus théologales est probablement apparue au VIe siècle sur la base de telles inscriptions.

## Extraits de prières roumaines
« Réjouis-toi, Sophia, car ton nom signifie sagesse et c'est avec sagesse que tu as élevé tes filles ; réjouis-toi, Sophia, qui conduit les mères fidèles à la sage éducation de leurs enfants ;  réjouis-toi, toi qui nous apprends à chercher le Seigneur et qui rends nos âmes vivantes. Réjouissez-vous, Pistis, Elpis et Agapis, avec Sophie, votre très sage mère. Les vertus de vos noms, vous les avez montrées par vos actes dans vos dévotions ;  réjouissez-vous,  comme trois fleurs qui s'épanouissent sur une seule branche féconde. Réjouissez-vous, vous qui nous fortifiez dans les vertus de la foi, de l'espérance et de la charité. Réjouissez-vous, graines de vertus, qui abreuvez nos âmes d'une boisson vivifiante.

Réjouis-toi Pistis, que par la foi tu nous aides à voir l'invisible aussi bien que le visible ;
  
Réjouis-toi Pistis, que par ton supplice pour le Christ tu aies confessé ta foi ;
  
Réjouis-toi, Pistis, car avec la foi tu éclaires nos âmes ;
 
Réjouis-toi, toi qui nous élève vers l'abri de la paix ;
 
Réjouis-toi, car de tes plaies, au lieu du sang, a coulé du lait ;
 
Réjouis-toi, toi qui éteins le feu de nos afflictions dans les temps de maladie ;
 
Réjouis-toi, toi qui nous marques du signe de la foi au milieu de la détresse ;
 
Réjouis-toi, qui, avec le bouclier de la foi, dans le combat contre l'ennemi, nous protège ;
 
Réjouis-toi, Pistis, car tu as élevé devant nous la croix du salut ; Je te salue, Pistis, le plus précieux des chandeliers, qui loue Dieu avec l'encens ;
  
Réjouis-toi, Pistis, fleur de la foi, qui es plus blanche que la neige ».